# Hemicentrotus
Hemicentrotus is een geslacht van zee-egels uit de familie Strongylocentrotidae.

## Soorten
- Hemicentrotus pulcherrimus (A. Agassiz, 1864)